# Myrmarachne hesperia
Myrmarachne hesperia este o specie de păianjeni din genul Myrmarachne, familia Salticidae. A fost descrisă pentru prima dată de Simon, 1887. Conform Catalogue of Life specia Myrmarachne hesperia nu are subspecii cunoscute.